# Sainte-Marie-de-Cuines
Sainte-Marie-de-Cuines è un comune francese di 801 abitanti situato nel dipartimento della Savoia della regione dell'Alvernia-Rodano-Alpi.

## Società

### Evoluzione demografica
Abitanti censiti